# ETR 401
L'ETR 401 (ETR = Elettro Treno Rapido) fut la première rame à grande vitesse pendulaire active au monde. Elle fut mise en service commercial régulier le 2 juillet 1976.
Précurseur de la famille des trains Fiat Pendolino, ce train n'a pas connu le succès, que son avance technologique pouvait laisser présager. Les FS - Ferrovie dello Stato - Chemins de Fer Italiens n'ont pas pu soutenir le projet avec les financements appropriés en raison des évènements sociaux de la fin des années 1960 et des changements de politique intérieure peu favorables à la grande vitesse sur rail. Fiat Ferroviaria dut ainsi poursuivre seul l'effort de recherche complémentaire et de mise au point des nouvelles générations de trains à grande vitesse pendulaires dont il était le seul spécialiste en Europe et le meilleur au monde.

## Histoire
L'ETR 401 dérive d'un programme de recherche avancée conduite par Fiat Ferroviaria et les FS sur le thème de l'augmentation de la vitesse maximale sur les voies ferrées sinueuses avec un investissement modéré, sans modification du tracé. La solution de la "caisse pendulaire" était manifestement la meilleure solution, car elle permettait de parcourir les tracés sinueux à des vitesses nettement plus importantes, en éliminant les pertes de temps dues aux accélérations et décélérations répétées dans les courbes.
Dans les années 1960 de nombreuses sociétés et administrations ferroviaires étrangères étaient à la recherche de moyens techniques nouveaux pour améliorer les prestations de leur propre matériel roulant. En France, la SNCF qui recherchait également comment atteindre des vitesses supérieures développa d'abord les trains à turbine, mais s'orienta ensuite sur les études du TGV. Quelques années plus tard, la Grande-Bretagne lança les études sur le projet qui allait s'avérer catastrophique de l'Advanced Passenger Train.
L'Italie disposait alors d'une avance technologique qui allait lui permettre de procéder aux premiers essais de l'automotrice FIAT Y 0160 dès 1969. Le premier prototype de rame pendulaire automotrice après que les études de faisabilité ont été menées à partir d'une des fameuses rames automotrices Fiat ALn 668, équipée d'un système d'inclinaison des sièges pour compenser la force centrifuge.
Il ne restait plus qu'à passer du prototype à la version commerciale.
Cela fut fait en 1975 quand les FS commandèrent à Fiat Ferroviaria la première rame automotrice pendulaire qui fut livrée au mois de mars 1976. Baptisée ETR 401, les FS semblaient indiquer que ce n'était que la première d'une grande famille totalement nouvelle et différente des précédents groupes ETR 300 et ETR 200 alors en service. Une fois les tests internes FS terminés, la nouvelle rame ETR 401 comprenant 4 caisses fut mise en service commercial au mois d'avril 1977.
La liaison régulière choisie pour l'ETR 401 était la ligne Rome-Ancône, sur la côte Adriatique, des aller-retour trois jours pas semaine assurant un gain de temps de plus d'une demi-heure par rapport aux courses les plus rapides. Pendant trois ans cette rame ne connut aucune avarie mais les FS n'ayant jamais pu commander d'autres exemplaires de ce train révolutionnaire, ne purent jamais ouvrir une liaison régulière cadencée rapide.
L'ETR 401 continua à être utilisé entre Rome et Rimini jusqu'en 1983 quand, lors de la révision générale du train, la direction des FS compris qu'il était désormais inutile de maintenir cette rame unique en service, et la retira pour ne l'utiliser que lors d'occasions particulières.
Pendant cette période de sous utilisation, le "Pendolino" ETR 401 effectua de nombreux voyages à l'étranger pour des essais et des démonstrations à la demande de beaucoup d'administrations ferroviaires européennes. Ceci donna lieu à la commande d'un exemplaire à écartement large par la RENFE espagnole et beaucoup plus tard de plusieurs exemplaires pour les Chemins de Fer de Slovénie, de Suisse, d'Allemagne, de Finlande et même de la compagnie anglaise Virgin. La technologie pendulaire, brevetée par Fiat, a été utilisée pour la réalisation des "Pendolini" diesel des Deutsche Bundesbahnen dans les années 1990.
En 1997 l'ETR 401 fut rebaptisé Treno del Sole - train du soleil - pour assurer la liaison entre Milan et la Calabre, comme charter payé par la Région et mis au service des touristes du nord qui passaient des vacances dans le sud de l'Italie. Depuis 2000 il est en dépôt à Ancône, inutilisé bien qu'en parfait état de marche.
Le prototype jumeau de l'ETR 401 appelé Pendular 443 construit pour l'Espagne en 1976, dans sa livrée jaune-marron, et ne développant que 1.220 kW, était limité à la vitesse de 180 km/h en raison de l'état des voies du pays de l'époque. Il fut retiré du service actif dès que les premières rames du Pendolino ETR 460 furent livrées par Fiat en 1996.

## Technique de l'ETR 401
L'ETR 401 était un train révolutionnaire pour son époque. Le brevet du système de pendulation active conçu et réalisé pour ce train est resté, pendant des années, le point de force de la division ferroviaire de Fiat. C'est devenu, depuis le rachat par Alstom en 2000, une partie fondamentale du patrimoine technologique d'Alstom Ferroviaria.
Doté de caisses en aluminium, qui garantit une rigidité identique avec un poids réduit, des consommations inférieures et une bonne finition esthétique. cette technologie est maintenant utilisée sur toutes les rames à grande vitesse, quel que soit le constructeur. La pendulation obligea les ingénieurs à réduire la section supérieure des caisses, pour ne pas sortir du gabarit maximum dans les courbes avec forte pendulation. Cette contrainte technique explique la section particulière de l'ensemble, qui sera ensuite reprise sur l'ETR 450, et deviendra une caractéristique de la famille Fiat Pendolino.
Pour la première fois au monde Fiat Ferroviaria utilisa des suspensions actives, qui venaient en opposition avec les efforts latéraux des bogies sur les rails. La suspension primaire est assurée par des ressorts hélicoïdaux, un système très avancé à l'époque. La suppression du contact direct entre le bogie et la caisse permet d'améliorer sensiblement le confort, en éliminant la plupart des vibrations. L'abaissement du centre de gravité et la réduction des masses non suspendues obtenus grâce au déplacement des moteurs, éléments très lourds, ont permis d'augmenter considérablement le niveau de sécurité de la rame.
Un double gyroscope dans chaque voiture permet de relever rapidement l'inclinaison de la voie au début du raccordement parabolique de chaque entrée en virage, réglant immédiatement l'inclinaison de chaque voiture. À l'inverse de la technologie accélérométrique de l'Advanced Passenger Train anglais, qui réagissait après engagement dans la courbe et après que les passagers ont déjà ressenti l'accélération transversale. Le système Fiat garantit une réaction rapide aux sollicitations en courbe, en éliminant l'"effet nausée". Ce système est de plus nettement plus simple dans ses réglages mécaniques et surtout électroniques au bénéfice de la fiabilité de l'ensemble.
La pendulation des caisses est gérée par des pistons oléodynamiques à 150 bars, ancrés au châssis et munis d'un système auxiliaire à l'azote pour le rappel de l'inclinaison. Les caisses peuvent recevoir une inclinaison jusqu'à 10°, valeur importante qui sera réduite, dans les versions commerciales ETR 450 à 8°. Une telle inclinaison permettait de passer d'une accélération transversale admissible de 0,8 m/s² à 2,5 m/s², ce qui correspondait à une augmentation de la vitesse de 35 %.
La centrale de freinage électro-pneumatique était installée sur les bogies et gérait avec un contrôle unique, tous les pistons de freinage du train pour un équilibrage parfait de l'ensemble associé à l'anti-patinage. Le mécanisme introduit par Fiat sur l'ETR 401 représentait une nouveauté qui suscita quelques doutes auprès des techniciens des FS, mais les très longs et rigoureux tests conduits dans toutes les conditions de service démontrèrent que la fiabilité du système ne connaissait aucune faille.
L'équipement des voitures était un classique de première classe avec deux sièges d'un côté de l'allée et un seul de l'autre côté, mais les sièges étaient pivotants en fonction du sens de la marche. Le nombre total de places assises était de 175. La rame était dotée d'une voiture bar-restaurant qui comportait 24 places.